# The Namibian
The Namibian — крупнейшая ежедневная газета Намибии. Выпускается на английском и ошивамбо.
The Namibian была основана журналисткой Гвен Листер в 1985 году как еженедельная газета. Газета активно поддерживалась финансами благотворителей, нацеленных на независимость Намибии от ЮАР. Её первый выпуск появился 30 августа того года в размере 10 000 экземпляров. 1 апреля 1989 The Namibian стала ежедневной газетой.